# オースチン・A50ケンブリッジ
オースチン・A50ケンブリッジ (Austin A50 Cambridge) は、イギリスの自動車メーカーであるブリティッシュ・モーター・コーポレーション（BMC）のオースチン部門が、1954年から1957年まで生産していた乗用車である。日本では日産自動車がノックダウン生産したことで知られる。

## 概要
当時のイギリスにおける典型的なミドルクラス・サルーンとして開発された。前輪独立懸架、後輪固定軸の後輪駆動というごくコンベンショナルな構造で、イギリスの保守的な中産階級ユーザー向けに手堅く設計されたモデルである。
先代にあたるA40サマーセットはデザイントレンド過渡期のモデルであったため鈍重さが目立ったが、ケンブリッジではやや腰高ながら機能性を改善した1950年代中期の典型的3ボックス・ノッチバックスタイルのセダンとなり、ボディ構造もセミモノコック構造に改められた。
エンジンは新設計のBMC・Bシリーズエンジンに刷新された。これはMGAやMG・ZBマグネットなどと共通の、当時のBMCにおける中級車用標準型4気筒エンジンである。このエンジン自体は、1947年に中型オースチンの戦後型として発表された「A40デヴォン」用に開発され、続く1952年のA40サマーセットにも継承されていた1.2Lエンジンを拡大した構造で、当時のナッフィールドとオースチンの合併に伴い、新BMCにおけるエンジン標準化施策の中で中型車用1.5Lクラスに位置づけられたものである。排気量拡大やベアリング数追加などの改良を受けながら、BMCおよび後身のBLMCにおける主力エンジンとして1970年代まで長く使われ続けた。
4ドア4人乗りのセダンが先行して登場したが、1956年11月にパネルバンが、1957年5月にはピックアップトラックが追加され、両者は乗用車がA55/A60へと発展した後も1971年まで生産続行された。
イギリス本国ではボルグ・ワーナー製オーバードライブやManumaticと呼ばれた半自動変速機付きも選択可能であった。1956年10月にはタイヤが14インチから13インチに変更され、圧縮比が高められる変更を受けた。当時の英国The Motor誌の計測によると、最高速度118.4km/h、0-60マイル加速28.8秒、燃料消費10.1km/lという性能であった。
A50ケンブリッジはイギリス本国では約115,000台が生産された。また、同じスタイルで従来からの1242cc42馬力エンジンを持つ廉価版のA40ケンブリッジも同時に登場したが、こちらの生産台数は約30,000台と少なかった。
1957年1月、A50はテールが伸ばされトランクスペースを拡大したA55ケンブリッジに発展、1959年にBMC"ファリーナ"サルーンにモデルチェンジするまで約150,000台のA55が作られた。

## 日産製A50
日産自動車は乗用車の設計・製造技術を学ぶべく、BMCと契約を結んで1953年3月からA40サマーセットのノックダウン生産を行っていたが、そのノックダウン生産とパーツ国産化が進展する途上で、イギリス本国におけるオースチンの中型セダンはサマーセットからケンブリッジにモデルチェンジされた。これを受けた日産は、オースチン国産化計画が一から出直しになる不利を押しても、当時の日本の小型車規格一杯の排気量である1,500cc級車のケンブリッジを生産する方が得策と判断し、ケンブリッジへの生産切り替えを断行した。
搭載エンジンは、1H型1500㏄直列4気筒OHV。トランスミッションは4速MT。排気量は1489ccだった。

### 年表
1955年1月
生産開始。
1955年2月
発売。モノグレードでスタートした。
1956年5月
「デラックス」を追加。同時に完全国産化を達成。
1957年7月
ベンチシートを採用し乗車定員を5名から6名に変更。
1958年10月
マイナーチェンジを実施。エンジンの最高出力が57ps、最大トルクが11.0kg-mに向上したほか、リヤウィンドーを拡大した昭和34年式を発売。
1960年1月
生産終了。在庫対応分のみの販売となる。
1960年4月
販売終了。後継はセドリック。